# (7061) Pieri
(7061) Pieri es un asteroide perteneciente al cinturón de asteroides, región del sistema solar que se encuentra entre las órbitas de Marte y Júpiter.
Fue descubierto el 15 de agosto de 1991 por Eleanor F. Helin  desde el Observatorio Palomar.

## Designación y nombre
Designado provisionalmente como 1991 PE1, fue nombrado en honor a David C. Pieri (n. 1949), quien es científico de la División de Ciencias de la Tierra y el Espacio del Laboratorio de Propulsión a Chorro desde 1979, tiene intereses de investigación en vulcanología, geomorfología fluvial y geología planetaria.

## Características orbitales
Pieri está situado a una distancia media del Sol de 3,133 ua, pudiendo alejarse hasta 3,916 ua y acercarse hasta 2,349 ua. Su excentricidad es 0,250 y la inclinación orbital 18,928 grados. Emplea 2025,12 días en completar una órbita alrededor del Sol.
Los próximos acercamientos a la órbita de Júpiter ocurrirán el 18 de febrero de 2028, el 26 de agosto de 2038 y el 17 de enero de 2049.

## Características físicas
La magnitud absoluta de Pieri es 12,76. 